# Michail Davidovitsj Gotlib
Michail Davidovitsj Gotlib (soms ook: Gotlieb) (Russisch: Михаил Давыдович Готлиб)  (Jaroslavl, 8 november 1907 – 1978) was een Russisch componist, muziekpedagoog en pianist. Hij was een broer van de muziekpedagoog en pianist  Adolf Davidovitsj Gotlib (geboren: 24 augustus 1910).

## Levensloop
Gotlib heeft vanaf 1924 piano en compositie aan het Moskou Conservatorium P. I. Tsjaikovski gestudeerd. Na zijn studie muziek werd hij professor aan het Russische Akademie voor Muziek Eugenia, Helena en Maria Gnessin in Moskou. Hij doceerde daar muziektheorie, compositie en kamermuziek. Tot 1971 was hij ook professor aan de faculteit voor militaire dirigenten aan het Moskou Conservatorium P. I. Tsjaikovski (Russisch: Московская Государственная Консерватория им. П.И.Чайковского).
Vanaf 1927 trad hij als pianist op, samen met zijn broer Arnold Davidovitsj Gotlib. 
Als componist schreef hij vooral werken voor harmonieorkest. In 1968 werd hij onderscheiden als verdiende persoonlijkheid van de Kunsten in de RSFSRes.

## Composites

### Werken voor orkest
- 1951 Suite

### Werken voor harmonieorkest
- 1952 Suite
- 1966 Groteske mars
- 1968 Burleske
- 1968 Serenada
- 1970 Сюита на темы революционных песен (Suite op thema's van revolutionaire liederen)
- 1970 Suite "De nieuwe tijd"
- 1970 Ouverture voor de jeugd
- 1972 De matrozen pet
- Capriccio

## Publicaties
- Курс чтения партитур ("Solfège cursus") (совм. с Я. М. Каабаком и Е. П. Макаровым). М., 1956.
- Практический курс чтения партитур для духового оркестра (Praktische cursus voor het lezen van een partituur voor blaasorkesten) (совм. с Я. М. Каабаком и Е. П. Макаровым). М., 1960.
- Пособие по инструментовке для руководителей самодеятельных духовых оркестров (Instrumentatie voor dirigenten van blaasorkesten) (совм. с Н. Зудиным). М., 1961.

- Bibliothèque nationale de France: cb141826282 (data)
- Gemeinsame Normdatei: 1235881547
- International Standard Name Identifier: 0000 0000 5528 2683
- Library of Congress Control Number: n95104805
- Nationale Bibliotheek van Tsjechië: xx0178114
- Nationale Bibliotheek van Israël: 987007285248405171
- Nederlandse Thesaurus van Auteursnamen: 338038213
- Virtual International Authority File: 39799651